# Кадрові зміни в органах влади України (вересень 2024)
На початку вересня 2024 року в державних органах України відбулися кадрові зміни: було оновлено склад Кабінету Міністрів та перелік заступників Керівника Офісу Президента України.

## Історія

### Передумови
Приблизно через 5 місяців після кадрових змін у керівному складі Збройних Сил, 15 липня 2024 року Президент України Володимир Зеленський анонсував зміни в уряді:
| Щодо змін в уряді, якщо вони будуть, якщо вони відбудуться, ви обов'язково будете про це знати. Ми не можемо говорити просто про заміну прем'єр-міністра, це говорить про те, що можуть бути зміни в уряді, напевно, можуть бути. Ми займаємося цим процесом |
1 серпня Президентом було уточнено, що зміни вже готуються на урядовому рівні.

### Кадрові зміни
3 вересня було звільнено заступника Керівника Офісу Президента України Ростислава Шурму.
З 4 по 5 вересня було звільнено та затверджено частина міністрів у Кабінеті міністрів України.
З 4 по 8 вересня було змінено ряд заступників Керівника Офісу Президента України, а також призначено двох нових Радників Президента України.

## Список кадрових змін

### Кабінет міністрів
| Посада                                                       | ПІБ звільненого                           | Звільнення | ПІБ призначеного                   | Попередня посада                                                                | Призначення | Примітки |
| ------------------------------------------------------------ | ----------------------------------------- | ---------- | ---------------------------------- | ------------------------------------------------------------------------------- | ----------- | --- |
| Міністр юстиції                                              | Малюська Денис Леонтійович                | 04.09.2024 | Стефанішина Ольга Віталіївна       | Віцепрем'єр-міністр з питань європейської та євроатлантичної інтеграції України | 05.09.2024  | Стефанішина отримала посаду міністра юстиції, зберігши за собою посаду віцепрем'єр-міністра з питань європейської та євроатлантичної інтеграції |
| Міністр закордонних справ                                    | Кулеба Дмитро Іванович                    | 04.09.2024 | Сибіга Андрій Іванович             | Перший заступник міністра закордонних справ України                             | 05.09.2024  | [ 3 ] [ 4 ] |
| Міністр розвитку громад та територій                         | Шкураков Василь Олександрович (в. о.)     | 04.09.2024 | Кулеба Олексій Володимирович       | Заступник Керівника Офісу Президента України                                    | 05.09.2024  | 6 вересня 2024 р. Міністерство розвитку громад, територій та інфраструктури було перейменовано у Міністерство розвитку громад та територій; повна посада Олексія Кулеби — Віцепрем'єр з відновлення України — міністр розвитку громад та територій |
| Міністр захисту довкілля та природних ресурсів України       | Стрілець Руслан Олександрович             | 04.09.2024 | Гринчук Світлана Василівна         | Заступник міністра енергетики України                                           | 05.09.2024  | [ 3 ] [ 4 ] |
| Міністр культури та стратегічних комунікацій                 | Карандєєв Ростислав Володимирович (в. о.) | 04.09.2024 | Точицький Микола Станіславович     | Заступник Керівника Офісу Президента України                                    | 05.09.2024  | 6 вересня 2024 р. Міністерство культури та інформаційної політики було перейменовано у Міністерство культури та стратегічних комунікацій |
| Міністр з питань стратегічних галузей промисловості          | Камишін Олександр Миколайович             | 04.09.2024 | Сметанін Герман Володимирович      | Генеральний директор ДК «Укроборонпром»                                         | 05.09.2024  | [ 3 ] [ 4 ] |
| Міністр аграрної політики та продовольства                   | Висоцький Тарас Миколайович               | 04.09.2024 | Коваль Віталій Станіславович       | Голова Фонду державного майна України                                           | 05.09.2024  | [ 3 ] [ 4 ] |
| Міністр з питань реінтеграції тимчасово окупованих територій | Верещук Ірина Андріївна                   | 05.09.2024 | Стельмах Анатолій Юрійович (в. о.) | Заступник міністра з питань реінтеграції тимчасово окупованих територій України | 06.09.2024  | Верещук звільнена з посади Віцепрем'єр-міністра України — міністра з питань реінтеграції тимчасово окупованих територій України |
| Міністр молоді та спорту                                     | Бідний Матвій Вікторович (в. о.)          | 05.09.2024 | Бідний Матвій Вікторович           | В. о. міністра молоді та спорту України                                         | 05.09.2024  | В. о. міністра з 9 листопада 2023, міністр з 5 вересня 2024 |
| Міністр у справах ветеранів                                  | Порхун Олександр Володимирович (в. о.)    | 05.09.2024 | Калмикова Наталія Фернандівна      | Заступник міністра оборони України з питань соціального розвитку                | 05.09.2024  | [ 3 ] [ 4 ] |

### Офіс Президента
| Посада                                                         | ПІБ звільненого                | Звільнення | ПІБ призначеного              | Попередня посада                                                                              | Призначення | Примітки             |
| -------------------------------------------------------------- | ------------------------------ | ---------- | ----------------------------- | --------------------------------------------------------------------------------------------- | ----------- | -------------------- |
| Заступник Керівника Офісу Президента України                   | Точицький Микола Станіславович | 04.09.2024 | Микита Віктор Федорович       | Голова Закарпатської облдержадміністрації                                                     | 08.09.2024  | [ 10 ]               |
| Заступник Керівника Офісу Президента України                   | Кулеба Олексій Володимирович   | 05.09.2024 | Верещук Ірина Андріївна       | Віцепрем'єр-міністр — міністерка з питань реінтеграції тимчасово окупованих територій України | 08.09.2024  | [ 11 ] [ 12 ] [ 13 ] |
| Заступник Керівника Офісу Президента України                   | Соколовська Юлія Сергіївна     | 05.09.2024 |                               |                                                                                               |             | [ 14 ]               |
| Заступник Керівника Офісу Президента України                   | Шурма Ростислав Ігорович       | 03.09.2024 |                               |                                                                                               |             | [ 15 ]               |
| Радник Президента України зі стратегічних питань (поза штатом) | —                              | —          | Камишін Олександр Миколайович | Міністр з питань стратегічних галузей промисловості                                           | 08.09.2024  | [ 16 ]               |
| Радник Президента України з питань комунікацій                 | —                              | —          | Литвин Дмитро Володимирович   |                                                                                               | 08.09.2024  | [ 17 ]               |

### Інші органи
| Посада                                    | ПІБ звільненого               | Звільнення | ПІБ призначеного                      | Попередня посада                                                                        | Призначення | Примітки      |
| ----------------------------------------- | ----------------------------- | ---------- | ------------------------------------- | --------------------------------------------------------------------------------------- | ----------- | ------------- |
| Генеральний директор ДК «Укроборонпром»   | Сметанін Герман Володимирович | 04.09.2024 | Гуляк Олег Вікторович (в. о.)         | Радник генерального директора з питань військового співробітництва в ДК «Укроборонпром» | 05.09.2024  | [ 3 ]         |
| Голова Фонду державного майна України     | Коваль Віталій Станіславович  | 05.09.2024 | Смачило Іванна Василівна (в. о.)      | Перший заступник голови Фонду державного майна України                                  | 05.09.2024  | [ 18 ]        |
| Голова Закарпатської облдержадміністрації | Микита Віктор Федорович       | 06.09.2024 | Білецький Мирослав Золтанович (в. о.) | Перший заступник голови Закарпатської облдержадміністрації                              | 09.09.2024  | [ 10 ] [ 19 ] |